# Власий (Могырзан)
Митрополит Власий (рум. Mitropolit Vlasie, в миру Василий Могырзан, рум. Vasile Mogîrzan; 18 октября 1941, Слатина, Сучава — 2 сентября 2023, Сучава) — епископ неканонической Православной старостильной церкви Румынии, её четвертый предстоятель (1992—2022).

## Биография
Родился 18 октября 1941 года в Слатине и в крещении был наречён Василием. Он происходил из большой семьи в румынской части Молдовы, которая придерживалась старого стиля, и из которой вышли многие деятели Румынской старостильной церкви.
Во время войны его семья была вынуждена уехать в убежище. В 1949 году поступил в начальную школу, окончив восемь классов в 1957 году.
В 1957 году в возрасте 16 лет поступил в Слэтьоарский монастырь, которым в то время управлял иеросхимонах Давид (Бидашку). Он проходил курсы школы псамомнщической музыки в монастыре, его родители хотели сделать его церковным певцом. Как он позже заявил, он выбрал монашеский путь, потому что, если бы он стал певцом, он пел бы только по субботам и воскресеньям, в то время как монах каждый день может петь духовную музыку.
9 декабря 1968 года, в день преподобного Алипия Столпника, был пострижен в монашество с наречением имени Власий. 15 декабря 1968 года, в день пророка Аввакума, митрополитом Сильвестром (Онофреи) был рукоположён в сан иеродиакона, а 31 июля 1981 года — в сан иеромонаха.
25 апреля 1984 года был избран настоятелем Слэтьоарского монастыря. Неоднократно вступал в прямые конфликты с коммунистическим правительством Румынии, заставлявшим настоятеля отчислить из монастыря монахов моложе 50 лет.
11 августа 1985 года митрополитом Сильвестром (Онофреи) и епископом Демосфеном (Йоницэ) хиротонисан во епископа.
5 (18) мая 1992 года был избран предстоятелем Православной старостильной церкви Румынии.
В 1992 году митрополит Власий обратился в Архиерейский синод Русской православной церкви заграницей с инициативой об установлении евхаристического общения, что и было подтверждено на заседании Архиерейского синода РПЦЗ от 15 (28) ноября 1992 года.
После событий 1989 года, учитывая тот факт, что Румынская старостильная церковь стала пользоваться в стране полной свободой, митрополит Власий 1 января 1995 года получил диплом богослова в Центра православных традиционалистских исследований в Этна, штат Калифорния.
Скончался 2 сентября 2023 года на 82-м году жизни.